# اورانیوم تری‌فلورید
اورانیوم تری‌فلورید یک ترکیب شیمیایی معدنی با فرمول شیمیایی UF3 است.

## سنتز
اورانیوم تری‌فلورید را می‌توان با واکنش اورانیوم(IV) فلوراید با آلومینیوم در دمای ۹۰۰ درجه سانتی‌گراد یا با اورانیوم به دست آورد:
{\displaystyle \mathrm {UF_{4}+Al\longrightarrow UF_{3}+AlF} }
{\displaystyle \mathrm {3\ UF_{4}+U\longrightarrow 4\ UF_{3}} }